# Battlefront.com
Battlefront.com là một hãng phát triển và phát hành trò chơi điện tử. Battlefront chuyên làm về những game liên quan đến đề tài chiến tranh, bao gồm cả chiến lược theo lượt và thời gian thực, cũng như mô phỏng các khí tài quân sự hải, lục, không quân. Ngoài việc phát hành dòng game tự phát triển Combat Mission, công ty còn phát hành những game do các studio khác tạo ra (như 1C Company), gồm dòng Strategic Command và Theatre of War.

## Lịch sử
Công ty bắt đầu đi vào hoạt động hồi còn mang tên cũ là Big Time Software khi Charles Moylan và Steve Grammont quyết định thành lập một công ty game độc lập. Họ đã sản xuất ra tựa game độc đáo Combat Mission: Beyond Overlord được giới phê bình hoan nghênh vào năm 1999. Công ty còn non trẻ sử dụng một mô hình bán hàng trực tuyến và cho công bố một bản tuyên ngôn trên trang web cam kết cống hiến cho fan của mình. Công ty tiếp tục phát triển các phần tiếp theo trong dòng CM đã được phát hành, và các nhà xuất bản khác liền bắt đầu hợp tác với BTS. Thế rồi công ty bỗng dưng đổi tên thành battlefront.com trùng với tên miền của trang web chính thức của mình.

## Game đã phát hành
| Phát hành | Tựa đề                                        | Thể loại                                       | Hệ máy                    | Phát triển         | Chú thích                                                         |
| --------- | --------------------------------------------- | ---------------------------------------------- | ------------------------- | ------------------ | ----------------------------------------------------------------- |
| 2000      | Combat Mission: Beyond Overlord               | Pha trộn chiến lược thời gian thực / theo lượt | Macintosh, Windows        | Battlefront.com    | Phần đầu tiên trong dòng game Combat Mission                      |
| 2002      | Strategic Command: European Theater           | Chiến lược theo lượt                           | Windows                   | Fury Software      | Phần đầu tiên trong dòng game Strategic Command                   |
| 2002      | Combat Mission II: Barbarossa to Berlin       | Chiến lược thời gian thực / theo lượt          | Macintosh, Windows        | Battlefront.com    | Phần thứ hai trong dòng game                                      |
| 2003      | Combat Mission 3: Afrika Korps                | Chiến lược thời gian thực / theo lượt          | Macintosh, Windows        | Battlefront.com    | Phần thứ ba trong dòng game                                       |
| 2005      | Iron Warriors: T-72 Tank Commander            | Mô phỏng phương tiện                           | Windows                   | 1C Company         |                                                                   |
| 2005      | Down in Flames                                | Mô phỏng phương tiện                           | Windows                   | Dan Verssen Games  |                                                                   |
| 2005      | Strategic Command 2: Blitzkrieg               | Chiến lược theo lượt                           | Windows                   | Fury Software      | Phần thứ hai trong dòng game                                      |
| 2006      | DropTeam: Mechanized Combat in the Far Future | Chiến lược thời gian thực                      | Linux, Macintosh, Windows | TBG Software       |                                                                   |
| 2006      | Down in Flames: Eastern Front                 | Mô phỏng phương tiện                           | Windows                   | Dan Verssen Games  | Bản mở rộng của Down in Flames                                    |
| 2007      | Theatre of War                                | Chiến lược thời gian thực                      | Windows                   | 1C Company         | Phần đầu tiên trong dòng game Theatre of War                      |
| 2007      | Combat Mission: Shock Force                   | Chiến lược thời gian thực / theo lượt          | Windows                   | Battlefront.com    | Phần thứ tư trong dòng game                                       |
| 2007      | Strategic Command 2: Weapons and Warfare      | Chiến lược theo lượt                           | Windows                   | Fury Software      | Bản mở rộng của Strategic Command 2                               |
| 2008      | Strategic Command 2: Patton Drives East       | Chiến lược theo lượt                           | Windows                   | Fury Software      | Bản mở rộng của Strategic Command 2                               |
| 2008      | Strategic Command WWII Pacific Theater        | Chiến lược theo lượt                           | Windows                   | Fury Software      | Phần thứ ba trong dòng game                                       |
| 2008      | Combat Mission: Shock Force - Marines         | Chiến lược thời gian thực / theo lượt          | Windows                   | Battlefront.com    | Bản mở rộng của Combat Mission: Shock Force                       |
| 2009      | Combat Mission: Shock Force - British Forces  | Chiến lược thời gian thực / theo lượt          | Windows                   | Battlefront.com    | Bản mở rộng của Combat Mission: Shock Force                       |
| 2009      | Theatre of War 2: Africa 1943                 | Chiến lược thời gian thực                      | Windows                   | 1C Company         | Phần thứ hai trong dòng game                                      |
| 2009      | Theatre of War 2: Centauro                    | Chiến lược thời gian thực                      | Windows                   | 1C Company         | Bản mở rộng của Theatre of War 2: Africa 1943                     |
| 2009      | Empires of Steel                              | Chiến lược theo lượt                           | Windows                   | Atomicboy Software |                                                                   |
| 2009      | PT Boats: Knights of the Sea                  | Mô phỏng                                       | Windows                   | Akella             |                                                                   |
| 2009      | Combat Mission: Afghanistan                   | Chiến lược thời gian thực / theo lượt          | Windows                   | Snowball           | Sắp trở thành phần thứ năm trong dòng game                        |
| 2010      | Strategic Command WWII Global Conflict        | Chiến lược theo lượt                           | Windows                   | Fury Software      | Phần thứ tư trong dòng game                                       |
| 2010      | Theatre of War 2: Kursk 1943                  | Chiến lược thời gian thực                      | Windows                   | 1C Company         | Bản mở rộng của Theatre of War 2: Africa 1943                     |
| 2010      | CM:SF - NATO                                  | Chiến lược thời gian thực / theo lượt          | Windows                   |                    | Sắp trở thành Module thứ ba dành cho Shock Force                  |
| 2010      | CM: Battle for Normandy                       | Chiến lược thời gian thực / theo lượt          | Windows/Mac               |                    | Tựa game ban đầu của game engine CM:X2 lấy bối cảnh Thế chiến II. |
| 2012      | Combat Mission: Fortress Italy                | Chiến lược thời gian thực / theo lượt          | Windows/Mac               |                    | Phần thứ hai của game engine CM:X2 lấy bối cảnh Thế chiến II.     |

## Game đang phát triển
| Công bố | Tựa đề         | Thể loại                              | Hệ máy      | Phát triển | Chú thích                                                                                                |
| ------- | -------------- | ------------------------------------- | ----------- | ---------- | --- |
| 2014    | CM:Red Thunder | Chiến lược thời gian thực / theo lượt | Windows/Mac |            | Phần thứ ba của game engine CM:X2, lần đầu tiên lấy bối cảnh trên Mặt trận phía Đông trong Thế chiến II. |

## Game bị hủy bỏ
| Công bố lần đầu | Hủy bỏ              | Tựa đề                                    | Thể loại                              | Hệ máy  | Phát triển            | Chú thích                                                                                               |
| --------------- | ------------------- | ----------------------------------------- | ------------------------------------- | ------- | --------------------- | --- |
| 2004            | 5 tháng 11 năm 2009 | Modern Naval Battles: World War II at Sea | Mô phỏng                              | Windows | Dan Verssen Games     | Dựa theo một board game có cùng tên gọi                                                                 |
| 2005            | 2009                | Combat Mission: Campaigns                 | Chiến lược thời gian thực / theo lượt | Windows | Hunting Tank Software | Đã được phát triển tốt trước năm 2005; chủ yếu là do công ty phần mềm tư nhân thực hiện theo giấy phép. |
| 2005            | 2009                | Histwar: Les Grognards                    | Chiến lược thời gian thực / theo lượt | Windows |                       | |

## Nhân viên
Matt Faller đã trải qua chín năm làm trưởng phòng thông tin và quản lý dự án, rời khỏi công ty này sang làm việc với hãng Software Generation Ltd. vào tháng 8 năm 2009. Nhiệm vụ của Faller là tham gia thiết kế, thực hiện và hỗ trợ cơ sở hạ tầng CNTT của battlefront và quản lý hỗ trợ khách hàng. Ngày 1 tháng 7 năm 2010, battlefront đã tuyển thêm Phillip Culliton làm "Lập trình viên thứ hai đầu tiên" sau quá trình hoạt động trong 13 năm chỉ với một lập trình viên duy nhất.